# Candida maltosa
Candida maltosa är en svampart som beskrevs av Komag., Nakase & Katsuya 1964. Candida maltosa ingår i släktet Candida, ordningen Saccharomycetales, klassen Saccharomycetes, divisionen sporsäcksvampar och riket svampar.   Inga underarter finns listade i Catalogue of Life.